# Cambozola
El cambozola és un formatge alemany elaborat amb de llet de vaca que és una combinació del formatge camembert francès i el gorgonzola italià. Va ser patentat i produït industrialment per al mercat mundial per la companyia alemanya Champignon als anys 1970. El formatge (anomenat originàriament Bavaria Blu), va ser inventat al voltant de 1900 i encara es produeix per la família Bergader a la regió de Chiemgau de Baviera.
Es fa amb la mateixa floridura blava Penicillium roqueforti usat per fer el gorgonzola, el roquefort, i el stilton. A la llet se li afegeix nata el que dona una rica consistència. La crosta del formatge és similar a la del camembert. La pasta és suau, però compacta, de consistència suau i homogènia, i amb un color lleugerament groguenc. Cambozola té un sabor característic que resulta més suau que el gorgonzola o el camembert. El nom del formatge sembla haver estat un acrònim de camembert i gorgonzola, ja que el seu sabor combina la cremositat del camembert, rica i humida, amb l'acidesa del gorgonzola blau. Es pren com a formatge de taula o per a canapès.